# Gratianus
Flavius Gratianus (Sirmium, 18 april 359 - 25 augustus 383) was een Romeins keizer van 4 augustus 367 tot 25 augustus 383; in het westen eerst samen met zijn vader Valentinianus I, later met zijn halfbroer Valentinianus II, en in het oosten was hij met Valentinianus II de enige keizer na de dood van Valens (378) tot de benoeming van Theodosius I (379).
Gratianus was de zoon van Valentinianus I en diens eerste vrouw Marina Severa, en werd in 359 geboren in Sirmium in Pannonia.
Als kind vergezelde hij in 367 zijn vader op een veldtocht tegen de Alamannen in Gallia. Zijn vader werd ernstig ziek en het leek of hij zou sterven. Valentinianus werd echter weer beter en benoemde vervolgens Gratianus tot medekeizer. Velen (zowel generaals als ook Valentinianus zelf) hadden bedenkingen bij deze stap. Gratianus, hoewel absoluut niet dom, was niet echt in de wieg gelegd om legeraanvoerder te worden, hoezeer zijn vader ook pogingen deed.
Daarom werd, en om een opstand van het leger te voorkomen, na de dood van Valentinianus in 375 diens vierjarige zoon als Valentinianus II tot keizer uitgeroepen. Gratianus leek hier eerst niet echt blij mee te zijn, maar schikte zich later toch in de zaak.
In 378 vroeg Valens, de keizer in het oosten, om hulp bij een veldtocht tegen de Goten, die in Thracië in opstand waren. Gratianus stuurde een leger, maar tegen zijn bevel in besloot de legerleiding een aantal legioenen toch thuis te laten. Dit onderstreepte nog eens hoe weinig respect Gratianus genoot bij het leger. Dit bleek achteraf wel een goede zet, want toen Gratianus vertrok naar het oosten vielen de Alamannen aan. Zij werden echter volledig verslagen door de achtergebleven troepen in de Slag bij Argentovaria.
In het oosten wilde Valens niet wachten op Gratianus: hij wilde liever in zijn eentje overwinnen. De Slag bij Adrianopel op 9 augustus 378 werd echter een catastrofe, en twee derde van het oostelijk leger werd vernietigd, inclusief Valens.
Gratianus, zelf dus geen militair had toen een groot probleem. Snel haalde hij de jonge Theodosius uit Spanje en maakte hem aanvoerder van de oostelijke troepen. Deze had aardig wat succes tegen de Goten, en op 19 januari benoemde Gratianus Theodosius tot keizer, en keerde vervolgens terug naar het westen.
Gratianus was een christen, en liet onder invloed van bisschoppen veel wetten uitvaardigen tegen het oude Romeinse polytheïsme. Daar was veel weerstand tegen. Als antwoord daarop weigerde Gratianus voortaan de titel pontifex maximus (opperpriester) te voeren. Deze titel wordt sindsdien gevoerd door de pausen.
Begin 383 kwam usurpator Magnus Maximus in Britannia in opstand. Hij nam Gallia en Spanje in bezit en had weinig te duchten van Gratianus. Deze trok tegen Maximus ten strijde, doch bij Parijs liep zijn leger, inclusief generaal Merobaudes over naar de opstandelingen. Gratianus blies de aftocht en probeerde naar Italië te vluchten. Tijdens die vlucht werd hij gevangengenomen en vermoord door Andragathius .